# Gródek nad Dunajcem
Gródek nad Dunajcem è un comune rurale polacco del distretto di Nowy Sącz, nel voivodato della Piccola Polonia.
Ricopre una superficie di 88,17 km² e nel 2004 contava 8 842 abitanti.